# Schloss Rogalin

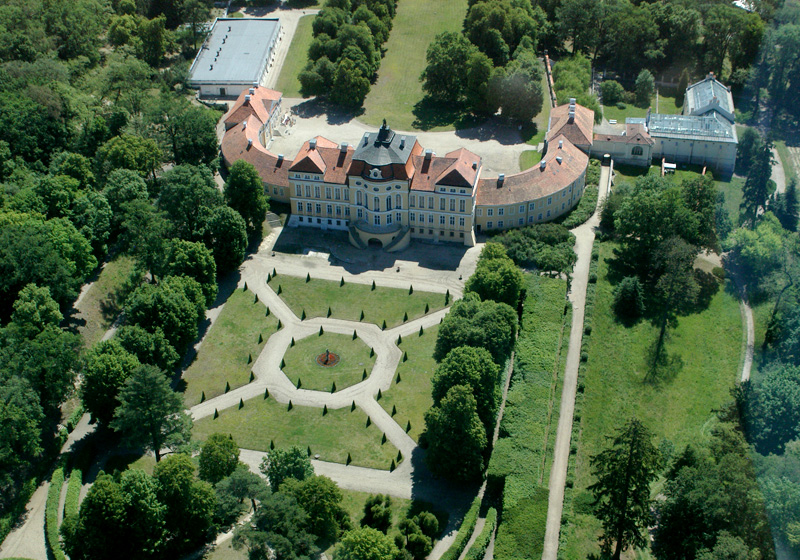
Luftbild der Schlossanlage

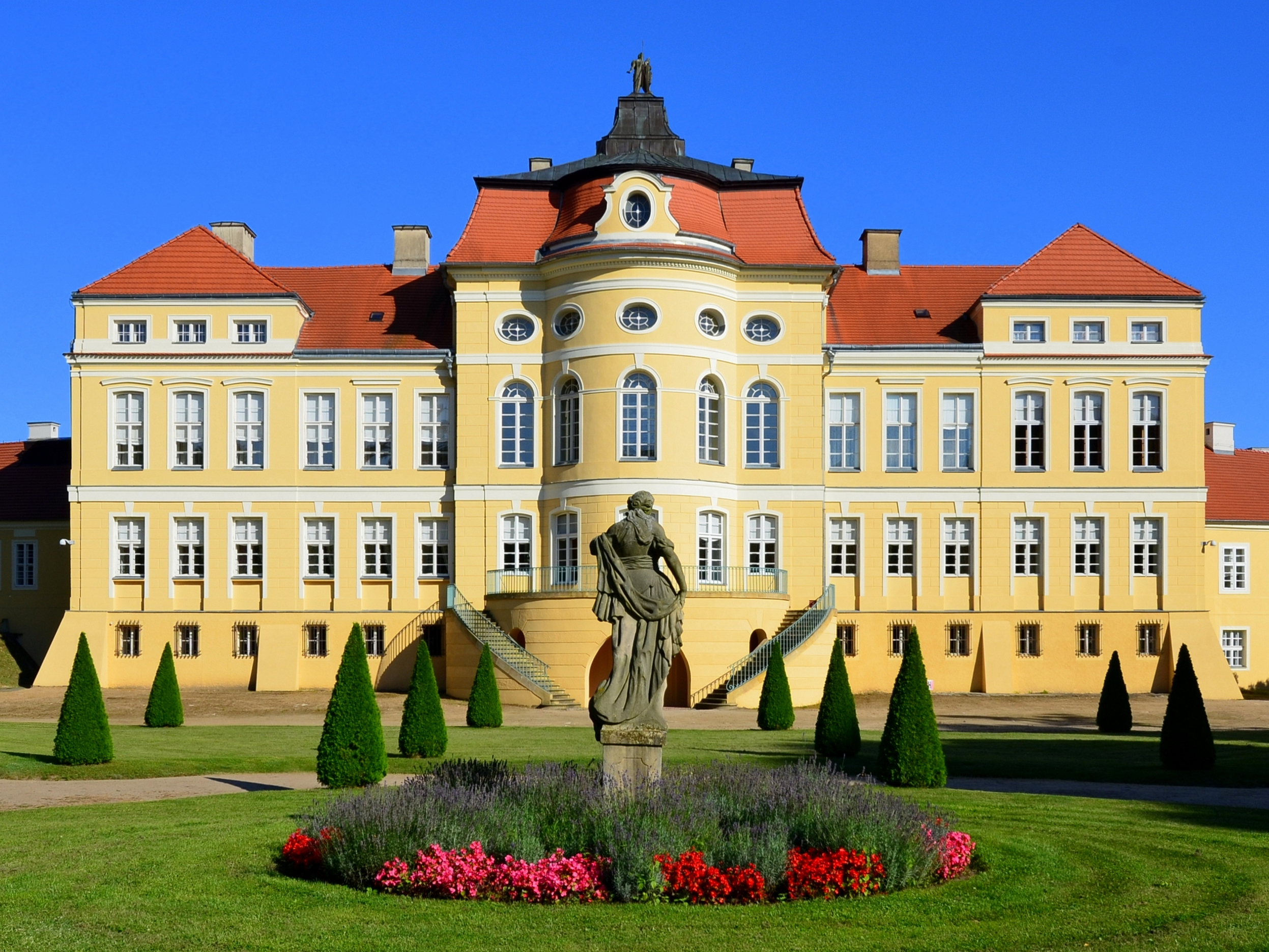
Fassade

Das Schloss Rogalin (polnisch Pałac w Rogalinie) ist ein Schloss südlich von Posen in Rogalin.

## Geschichte
Das Schloss wurde ab 1770 für Kazimierz Raczyński aus der Magnatenfamilie Raczyński errichtet. Er beauftragte Domenico Merlini und Johann Christian Kamsetzer mit dem Bau. Am Schloss wurde ein barocker Garten angelegt. Edward Raczyński, der Enkel des Erbauers, ließ Anfang des 19. Jahrhunderts von Francesco Maria Lanci für seine Familie im Park ein Mausoleum mit Kirche errichten. Im Mausoleum ist unter anderem der polnische Exilpräsident Edward Raczyński bestattet worden.
Das Schloss ist heute eine Filiale des Nationalmuseums Posen. Ausgestellt werden über 300 Gemälde aus der Sammlung der Raczyńskis.